# تایسوکه کونو
تایسوکه کونو (انگلیسی: Taisuke Konno؛ زادهٔ ۱۸ دسامبر ۱۹۹۲) بازیکن فوتبال اهل ژاپن است.